# Пулау-Анак-Буком
Пулау-Анак-Буком — невеликий острів Сінгапуру. Острів розташовано між Пулау-Буком та Пулау-Буком-Кечхіл. У перекладі з малайської назва означає «дитина Буком» та пов'язано з невеликим розміром острова та близкістю до острова Пулау Буком.